# C-803
Il C-803 (Sigla cinese YJ-83, 鹰击-83, letteralmente "Colpo dell'aquila" ) è un missile cinese derivato dal precedente C-802, con gittata di circa 250 km e testata di 300 kg. Supersonico, per questo motivo non può volare seguendo il profilo del terreno come un missile da crociera, ma ha una quota di volo da 5 a 20 metri con approccio finale a 20 metri. Ha avuto uno sviluppo molto travagliato, con il programma iniziato nel 1994, sospeso nel 1997 con la rimozione dei due manager chiave e ripreso con politica zero (inteso come zero difetti); il missile è stato poi ultimato e reso operativo nella Zhōngguó Rénmín Jiěfàngjūn Hǎijūn, la componente navale dell'Esercito Popolare di Liberazione, sia nella versione aviolanciata che nella versione navalizzata (sulle corvette classe Type 056) e in questa versione esportato ed utilizzato nei reparti della Pakistani Behria, la marina militare del Pakistan, con la designazione appunto di C-803.